# Peter Sakuth
Peter Sakuth (* 22. Januar 1948 in Hankensbüttel) ist ein deutscher Politiker (SPD).

## Biografie

### Ausbildung und Beruf
Sakuth absolvierte eine Ausbildung an der Verwaltungsschule Bremen zum Verwaltungsbeamten. Der Gröpelinger Bürger war Beamter in der bremischen Verwaltung und zeitweise Lehrbeauftragter an der Verwaltungsschule Bremen.
Nach seinem Ausscheiden aus der Politik wurde er Geschäftsführer und Mitinhaber der Gebr. Rausch Wohnbau GmbH & Co. KG in Bremen. Daneben ist er Erster Vorsitzender der Arbeitsgemeinschaft der freien und privaten Wohnungsunternehmen in Bremen.

### Politik
Sakuth ist Mitglied der SPD und er war in der Partei in verschiedenen Ämtern aktiv. Er war von 1983 bis 1988 und von 1991 bis 1995 Mitglied der Bremischen Bürgerschaft. Als Nachfolger des zurückgetretenen Senators Bernd Meyer (SPD) amtierte er vom 6. Dezember 1988 bis zum 11. Dezember 1991 als Innensenator der Freien Hansestadt Bremen im Senat Wedemeier II. Als Senator folgte ihm Friedrich van Nispen (FDP) im Amt. Er war mehrfach Vorsitzender der SPD-Mandatskommission zur Aufstellung der Bürgerschaftsliste zur Wahl der SPD-Abgeordneten.